# Something New
Something New – trzeci LP zespołu The Beatles wydany w USA przez wytwórnię Capitol, a piąty w ogóle wliczając amerykańską edycję A Hard Day’s Night wytwórni United Artists.
Album Something New zawiera pięć piosenek z amerykańskiej edycji A Hard Day’s Night, trzy z brytyjskiej edycji A Hard Day’s Night, dwie piosenki: „Slow Down” i „Matchbox"z brytyjskiej EP-ki Long Tall Sally oraz niemiecką wersję „I Want to Hold Your Hand” („Komm, Gib Mir Deine Hand”). Album ukazał się w wersji mono i stereo; był to pierwszy album w wersji stereo wytwórni Capitol. Nagrania mono zawierają alternatywne wersje „Any Time At All”, „I'll Cry Instead”, „When I Get Home”, i „And I Love Her” (nagranie z pojedynczym śpiewem McCartneya).
Na album Something New jeszcze przed rozpoczęciem sprzedaży złożono pół miliona zamówień, po czym sprzedano 1 milion. 8 sierpnia album zadebiutował na pozycji 125. zestawienia Billboard 200 a już w trzecim tygodniu znalazł się na pozycji 2. (za albumem A Hard Day’s Night), którą zajmował przez dziewięć tygodni.
Album został wydany również w Europie przez wytwórnię Parlophone pod nr katalogowym CPCS 101 i był przeznaczony na eksport, głównie do Szwecji.
W 2004 album Something New ukazał się po raz pierwszy w wersji CD jako część zestawu box set The Capitol Albums, Volume 1 (numer katalogowy CDP 7243 8 66876 2 3.)

## Lista utworów
Wszystkie utwory, o ile nie zaznaczono inaczej, napisali  John Lennon i Paul McCartney.
Strona pierwsza:
| 1. | „I'll Cry Instead”           | 2:04  |
|    |                              |       |
| 2. | „Things We Said Today”       | 2:35  |
|    |                              |       |
| 3. | „Any Time at All”            | 2:30  |
|    |                              |       |
| 4. | „When I Get Home”            | 2:14  |
|    |                              |       |
| 5. | „Slow Down” (Larry Williams) | 2:54  |
|    |                              |       |
| 6. | „Matchbox” (Carl Perkins)    | 1:37  |
|    |                              |       |
|    |                              | 13:54 |
|    |                              |       |
Strona druga:
| 1. | „Tell Me Why”                                                | 2:06  |
|    |                                                              |       |
| 2. | „And I Love Her”                                             | 2:28  |
|    |                                                              |       |
| 3. | „I'm Happy Just to Dance with You”                           | 1:56  |
|    |                                                              |       |
| 4. | „If I Fell”                                                  | 2:29  |
|    |                                                              |       |
| 5. | „Komm, Gib Mir Deine Hand” (Lennon/McCartney/Nicolas/Heller) | 2:24  |
|    |                                                              |       |
|    |                                                              | 11:23 |
|    |                                                              |       |